# Pikutkowo (gromada)
Pikutkowo – dawna gromada, czyli najmniejsza jednostka podziału terytorialnego Polskiej Rzeczypospolitej Ludowej w latach 1954–1972.
Gromady, z gromadzkimi radami narodowymi (GRN) jako organami władzy najniższego stopnia na wsi, funkcjonowały od reformy reorganizującej administrację wiejską przeprowadzonej jesienią 1954 do momentu ich zniesienia z dniem 1 stycznia 1973, tym samym wypierając organizację gminną w latach 1954–1972.
Gromadę Pikutkowo z siedzibą GRN w Pikutkowie utworzono – jako jedną z 8759 gromad na obszarze Polski – w powiecie włocławskim w woj. bydgoskim, na mocy uchwały nr 24/17 WRN w Bydgoszczy z dnia 5 października 1954. W skład jednostki weszły obszary dotychczasowych gromad Guźlin, Pikutkowo i Słone ze zniesionej gminy Wieniec, obszar dotychczasowej gromady Potok oraz wieś i folwark Smólsk z dotychczasowej gromady Smólsk ze zniesionej gminy Śmiłowice, a także wieś i folwark Popowiczki z dotychczasowej gromady Stary Brześć ze zniesionej gminy Falborz, w tymże powiecie. Dla gromady ustalono 23 członków gromadzkiej rady narodowej.
Gromadę zniesiono 31 grudnia 1959, a jej obszar włączono do znoszonej gromady Falborz (wsie Pikutkowo, Guźlin 1, Guźlin 2 i Popowiczki oraz osady Przyborowo, Piaski, Wyrąb, Górki, Klin Pisarski, Markowo i Folawark Popowiczki) oraz do nie znoszonych gromad Wieniec (wieś Słone) i Michelin (wsie Smólsk i Nowy Potok oraz miejscowości Józefowo Osada Młyńska, Potok Folwark i Smólsk Folwark) w tymże powiecie.